# 毛烏林·阿申巴耶夫
毛乌林·阿申巴耶夫（羅馬化：Mäulen Sağathanūly Äşımbaev，發音：[mæɥˈlʲen sɑʁɑtˌχɑnʊˈɫɤ æʃɘmˈbɑjɪf]；1971年1月28日—），是一位哈薩克斯坦政治人物。他曾經在2019年12月18日至2020年5月4日期間出任該國總統辦公廳第一副主任，並自2020年5月4日起擔任第八任哈薩克斯坦參議院議長。

## 早年生活和教育
阿申巴耶夫於1971年1月28日在蘇聯哈薩克蘇維埃社會主義共和國阿拉木圖（今属哈薩克斯坦）出生，大學時期於1993年獲得阿里-法拉比哈薩克國立大學經濟系學士學位，其後在2001年憑「全球民主化進程當中之哈薩克斯坦政治過渡」（Политический транзит в Казахстане в контексте процессов глобальной демократизации）一文獲得政治學副博士。此外他也曾經於2003年9月至2004年1月期間前往美國約翰·霍普金斯大學保羅·H·尼采高級國際研究學院實習，後來更在塔夫茨大學弗萊徹法律與外交學院獲得國際關係學碩士。

## 仕途
阿申巴耶夫於1993年進入中央政府新聞和大眾傳媒部先後擔任行銷處首席專家以及新聞基金副行政總裁，隨後在翌年成為哈薩克斯坦共和國最高蘇維埃議員多斯穆哈梅特·努拉赫梅托維奇·努拉赫梅托夫（Досмухамет Нурахметович Нурахметов）的助理，並於1995年短暫出任哈薩克斯坦安全會議顧問。1995年11月，他轉任總統辦公廳分析和戰略研究中心先後擔任高級專家以及第一副主任，三年多後被調回哈薩克斯坦安全會議下屬分析中心出任主任一職直至2002年5月。
2000年5月，阿申巴耶夫獲兼任為總統直屬哈薩克斯坦戰略研究所所長，五年後再被調回哈薩克斯坦安全會議擔任副秘書長，隨後又在2006年4月出任總統辦公廳副主任。2012月1月，他成為馬日利斯議員和下屬國際關係、國防與安全委員會主席長達六年，2018年2月卸下議員職務之後便獲推舉擔任執政黨祖國之光第一副主席。後來阿申巴耶夫又於翌年7月成為哈薩克斯坦第二任總統卡瑟姆若馬爾特·托卡耶夫一名助理，並在五個月後再被調往總統辦公廳出任第一副主任。
2020年5月2日，托卡耶夫總統發佈法令，終止哈薩克斯坦參議院議員達麗加·納扎爾巴耶娃職務，其議長一職也因此遭到撤銷。兩天後托卡耶夫總統任命阿申巴耶夫為參議院議員並提名他為參議院議長，隨後參議院於同日會議上一匿名投票方式一致通過提名，阿申巴耶夫緊接在當天宣誓就任。由於哈薩克斯坦憲法規定當總統職位因故出缺時需由參議院議長代理總統一職，而被解除職務的納扎爾巴耶娃後來也沒有出席阿申巴耶夫的就任儀式，所以這次人事更替以及當時納扎爾巴耶娃的未來政治路向便引起了各方關注。

## 榮譽
阿申巴耶夫曾經於2001年獲得哈薩克斯坦共和國榮譽獎狀（Почетная грамота Республики Казахстан），並分別在2007年12月和2008年7月榮獲庫爾梅特獎章以及阿斯塔納10週年（Астананың 10 жылдығы）紀念獎章。

## 著作
以下是阿申巴耶夫曾經主編或與他人共同編撰的書籍：
- 2001年：哈薩克斯坦的政治過渡、過程要點和其特點（Политический транзит в Казахстане содержание процесса и его особенности）
- 2002年：現代恐怖主義：中亞的觀點（Современный терроризм: взгляд из Центральной Азии）
- 2002年：現階段哈薩克斯坦的安全狀況（Безопасность Казахстана на современном этапе）
- 2002年：政治過渡：從全球到國家層面（Политический транзит: от глобального к национальному измерению）
- 2002年：911前後的中亞：地緣政治與安全（Центральная Азия до и после 11 сентября: геополитика и безопасность）
- 2002年：在世界和區域關係體系當中的哈薩克斯坦油氣資源（Нефтегазовые ресурсы Казахстана в системе мировых и региональных отношений）
- 2003年：里海-中亞地區武裝部隊的軍事政治聯盟（Военно-политическая расстановка сил в Каспийско-Центральноазиатском регионе）